# Ричфілд (Айдахо)
Річфілд (англ. Richfield) — місто в окрузі Лінкольн, штат Айдахо, США. Згідно з переписом 2010 року населення становило 482 особи, що на 70 осіб більше, ніж 2000 року.

## Географія
Річфілд розташований за координатами 43°3′9″ пн. ш. 114°9′21″ зх. д. / 43.05250° пн. ш. 114.15583° зх. д. (43.052447, -114.155818).  За даними Бюро перепису населення США в 2010 році місто мало площу 1,71 км², з яких 1,71 км² — суходіл та 0,01 км² — водойми.

## Демографія

### Перепис 2010 року
За даними перепису 2010 року, у місті проживало 482 осіб у 172 домогосподарствах у складі 124 родин. Густота населення становила 282,0 ос./км². Було 195 помешкань, середня густота яких становила 114,1/км². Расовий склад міста: 89,4 % білих, 0,6 % індіанців, 8,1 % інших рас, а також 1,9 % людей, які зараховують себе до двох або більше рас. Іспанці та латиноамериканці незалежно від раси становили 12,2 % населення.
Із 172 домогосподарств 41,9 % мали дітей віком до 18 років, які жили з батьками; 57,0 % були подружжями, які жили разом; 7,6 % мали господиню без чоловіка; 7,6 % мали господаря без дружини і 27,9 % не були родинами. 21,5 % домогосподарств складалися з однієї особи, в тому числі 11,1 % віком 65 і більше років. У середньому на домогосподарство припадало 2,80 мешканця, а середній розмір родини становив 3,28 особи.
Середній вік жителів міста становив 32,2 року. Із них 28,8 % були віком до 18 років; 11,4 % — від 18 до 24; 25,9 % від 25 до 44; 20,7 % від 45 до 64 і 13,1 % — 65 років або старші. Статевий склад населення: 51,0 % — чоловіки і 49,0 % — жінки.
Середній дохід на одне домашнє господарство  становив 46 302 долари США (медіана — 44 583), а середній дохід на одну сім'ю — 50 780 доларів (медіана — 47 000). Медіана доходів становила 42 188 доларів для чоловіків та 18 500 доларів для жінок. За межею бідності перебувало 21,5 % осіб, у тому числі 37,6 % дітей у віці до 18 років та 7,4 % осіб у віці 65 років та старших.
Цивільне працевлаштоване населення становило 158 осіб. Основні галузі зайнятості: виробництво — 22,8 %, будівництво — 17,7 %, роздрібна торгівля — 12,7 %, освіта, охорона здоров'я та соціальна допомога — 10,8 %.

### Перепис 2000 року
За даними перепису 2000 року, в місті проживало 412 осіб у 159 домогосподарствах у складі 3 родин. Густота населення становила 244,7 оси./км². Було 180 помешкань, середня густота яких становила 106,9/км². Расовий склад міста: 90,78 % білих, 0,24 % афроамериканців, 0,73 % індіанців, 6,07 % інших рас і 2,18 % людей, які зараховують себе до двох або більше рас. Іспанці та латиноамериканці незалежно від раси становили 8,50 % населення.
Із 159 домогосподарств 32,7 % мали дітей віком до 18 років, які жили з батьками; 56,6 % були подружжями, які жили разом; 5,7 % мали господиню без чоловіка, і 34,6 % не були родинами. 28,9 % домогосподарств складалися з однієї особи, в тому числі 17,0 % віком 65 і більше років. У середньому на домогосподарство припадало 2,59 мешканця, а середній розмір родини становив 3,25 особи.
Віковий склад населення: 30,8 % віком до 18 років, 9,5 % від 18 до 24, 26,0 % від 25 до 44, 20,6 % від 45 до 64 і 13,1 % від 65 років і старші. Середній вік жителів — 32 роки. Статевий склад населення: 51,0 % — чоловіки і 49,0 % — жінки.
Середній дохід домогосподарств у місті становив $28 846, родин — $13 173. Середній дохід чоловіків становив $9 028 проти $2 833 у жінок. Дохід на душу населення в місті був $12 759. Приблизно 11,0 % родин і 12,6 % населення перебували за межею бідності, включаючи 14,2 % віком до 18 років і 16,2 % від 65 і старших.